# Bölhorst
Bölhorst ist der flächenmäßig kleinste Stadtteil der ostwestfälischen Stadt Minden im Kreis Minden-Lübbecke in Nordrhein-Westfalen.
Vor der Gebietsreform war Bölhorst das flächenmäßig kleinste Dorf im Kreis Minden-Lübbecke.

## Geschichte
Der Ort Bölhorst wurde das erste Mal 1394 urkundlich erwähnt. Der Name ist nach der Flurnamendeutung als „Waldhügel“ zu deuten. Für die Bölhorster jedoch war dies zu einfach. Die Geschichte von den Rittern von Böl und von Horst, die auf diesem Hügel ihren Besitz gehabt haben sollen, spornten die Phantasien an. Man fand tatsächlich bei Bauarbeiten dicke Mauerreste, die wurden dann gleich auf die Zeit der Ritter geschätzt. 
Bölhorst gehörte bis zu den Napoleonischen Kriegen zur Vogtei Berg und Bruch im Amt Hausberge des Fürstentums Minden.  Von 1807 bis 1810 gehörte Bölhorst zum Kanton Haddenhausen des napoleonischen Satellitenstaats Königreich Westphalen. Von 1811 bis 1813 gehörte der Ort unmittelbar zu Frankreich und dort zur Mairie Dützen im Arrondissement Minden des Departements der Oberen Ems. Bölhorst fiel 1813 wieder an Preußen und kam 1816 zum neuen Kreis Minden. Im Kreis Minden bildete Bölhorst eine Gemeinde im Amt Dützen.
Am 1. Januar 1973 wurde Bölhorst in die Kreisstadt Minden eingegliedert. Am 31. Dezember 2022 hatte der Stadtteil Bölhorst 963 Einwohner. Damit ist Bölhorst von den Einwohnerzahlen der zweitkleinste und flächenmäßig der kleinste Stadtteil von Minden.

### Der Stadtteil

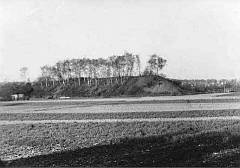
Der Schwarze Hucken

Der Stadtteil Bölhorst ist der flächenmäßig kleinste Stadtteil von Minden. Dies beruht auf der Geschichte von Bölhorst. Im Gegensatz zu den damaligen Nachbardörfern gab es in Bölhorst keinen Bauern, der eigenes Ackerland besaß. So war die Ausdehnung des Dorfes gering.
In Minden und Umgebung wird häufig der Ortsteil Bölhorst auch „schwarzer Hucken“ genannt. Diesen Namen hatte ein großer Abraumhügel. Dieser bestand aus Resten des einstigen Kohlenbergbaus, dem Abraum, und wurde einfach auf ein Feld vor der Bölhorst aufgeschüttet. Die Halde wurde 1952/53 abgetragen, weil man den Abraum beim Flutdamm für die Portabrücke verwendete. Heute erinnern nur noch ein Straßenname (Huckenstraße) und das Restaurant „Zum Hucken“ an den schwarzen Hucken.

## Politik

### Das Wappen von Bölhorst

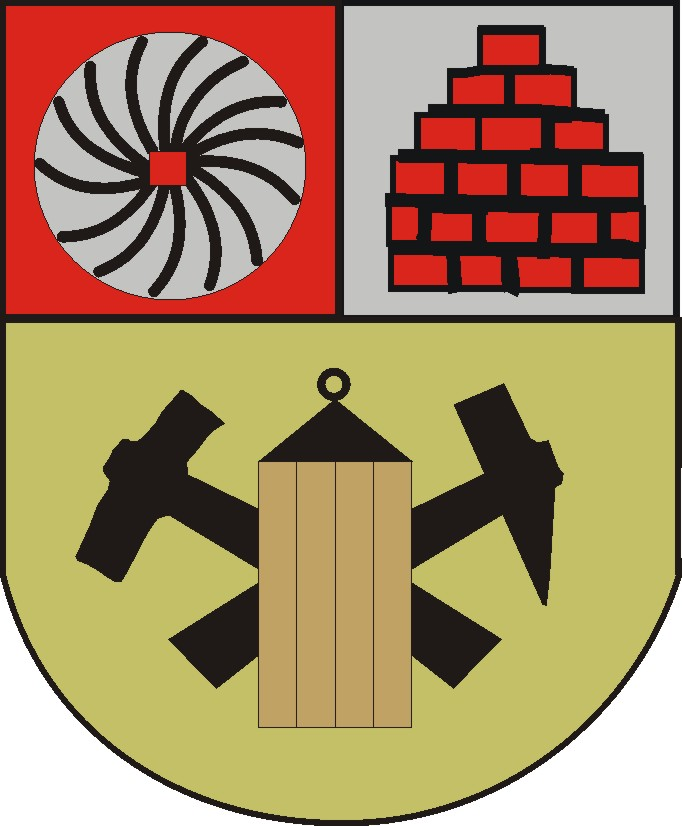
Das Bölhorster Wappen

Das Wappen besteht aus drei Elementen, die auf die Bölhorster Geschichte hinweisen.

#### Mühlstein
Der Mühlstein steht im Wappen für die Bölhorster Mühle. Diese steht heute noch, allerdings umgebaut zu einem Wohnhaus, an der Klinkerstraße.
In früheren Jahrhunderten brachten die Bauern der ganzen Umgebung ihr Korn zu der alten Windmühle, die 300 Jahre hindurch im Besitz der Familie Altendorf (später Luhmann, dann Stolze) war, bis sie stillgelegt wurde.
Die Mühle war damals, aufgrund ihrer geografischen Lage von weitem zu erkennen und galt deshalb als ein Wahrzeichen von Bölhorst.

#### Klinker
Auf der Bölhorst wurden noch bis 1955 Ziegel gebrannt, welche regional als besonders hart galten. Ein Haus, das komplett mit diesen Ziegeln erbaut wurde, steht noch in der Lehmhausstraße.

#### Grubenlampe
Viele Bölhorster verdienten als Bergleute ihr Geld. Die alte Vogteibezeichnung „Zwischen Berg und Bruch“ gibt präzise an, was diese Landschaft auszeichnet. Die unterlagernden Schichten der Kreideformation waren der Grund von wiederholter Anschwellung des Bodens, von der die Bölhorst, durch Kohlenabbau und Ziegeleibetriebe bekannt, die bedeutendste war. Bereits 1668 wurde in Bölhorst Steinkohle im Steinkohlenbergwerk Bölhorst gewonnen, deren Förderung um die Mitte des 19. Jahrhunderts wegen Unergiebigkeit eingestellt werden musste. Ein neues Kohlenbergwerk nahm 1876 in der Schachtanlage Meißen die Produktion auf, es förderte 1900 rund 170.000 Zentner Kohle und verdoppelte diese Jahresergebnis bis 1913. Während des Krieges wurde der Abbau nochmals forciert. Als drittes Kohlenbergwerk kam 1880 der Schacht Laura in Barkhausen im Ortsteil Zollern hinzu, das sich aber als so unergiebig erwies, dass man es sieben Jahre später wieder stilllegte. Dies gab jahrelang Arbeit für die Bergleute aus Bölhorst und Umgebung. Einen sicheren und beständigen Arbeitsplatz hatten die Bergleute jedoch in den Eisenerzgruben. Dazu gehörte neben der Zeche Viktoria, bei Lerbeck, auch die Zeche Dützen-Häverstädt. Diese wurde mit großem Aufwand gerade bis zum Zweiten Weltkrieg betrieben.

## Kohle und Bergbau
Die ersten Kohlen sollen angeblich schon im Dreißigjährigen Krieg (1618–1648) gefunden worden sein, als schwedische Soldaten im Südteil des Hügels schanzten.
Zur Zeit Friedrichs des Großen kamen fünf Bergbaufamilien aus dem Harz zur Bölhorst. Die fünf Familien waren: die Amanns, die Homanns, die Kollmeiers, die Blankenhahns und die Geldmachers, von denen einige Namen noch heute vertreten sind. Sie waren im 18. Jahrhundert aus Sachsen und dem Harz als Bergleute zugewandert. Diese Bergleute bauten sich damals kleine Lehmhäuser, von denen bis heute noch einige an der Lehmhausstraße stehen. Diese charakteristischen Wohnhäuser hatten einen winzigen Garten hinter dem Haus. In den Gärten wurde das Notwendigste zur Ernährung der Familie angepflanzt, denn der karge Lohn reichte häufig nicht aus, die Familie zu ernähren.
Es sind die ältesten Häuser des Stadtteils. Sie sind mit ihrer merkwürdigen Bauweise heute fast die einzigen Zeugen aus der Zeit des Bergbaues.
Im 19. Jahrhundert förderten in der Steinkohlenzeche Laura mit den Schächten Bölhorst und Aurora ca. 150 Mann ca. 50.000 Tonnen Steinkohle pro Jahr. Dort hatte auch der Minden-Ravensberger Knappschafts-Verein seinen Sitz.
Bölhorst ist unterirdisch durchzogen von Stollen und Streben. Wenn man beim Brunnenbau auf Grubenholz stößt oder wenn sich in alten Mauern Risse zeigen, werden die Bölhorster an das Werk ihrer Vorväter erinnert.

## Die Dorfglocke
Die alte Dorfglocke wurde 1942 zur Waffenherstellung eingeschmolzen. Die Inschrift der alte Glocke lautete:
„Glückauf der gantzen Bölhorster Knappschaft! Fahr’ an, Bergmann!

S.G.I.R.N.M.B.F. Friedrich Rinckert aus Osnabrück goss mich 1775.“
Zum Erntedankfest 1950 erhielt die Bölhorst eine neue Glocke mit der Inschrift „Wenn ich ertöne, gedenkt Euerer Söhne, die Blut und Leben für Euch gegeben.
Neugestiftet von der Gemeinde Bölhorst 1950.“
Auf dem unteren Rand steht (zur Erinnerung): „Glückauf der gantzen Bölhorster Knappschaft! Fahr’ an, Bergmann!“